# Wilhelm Grempler

Wilhelm Grempler

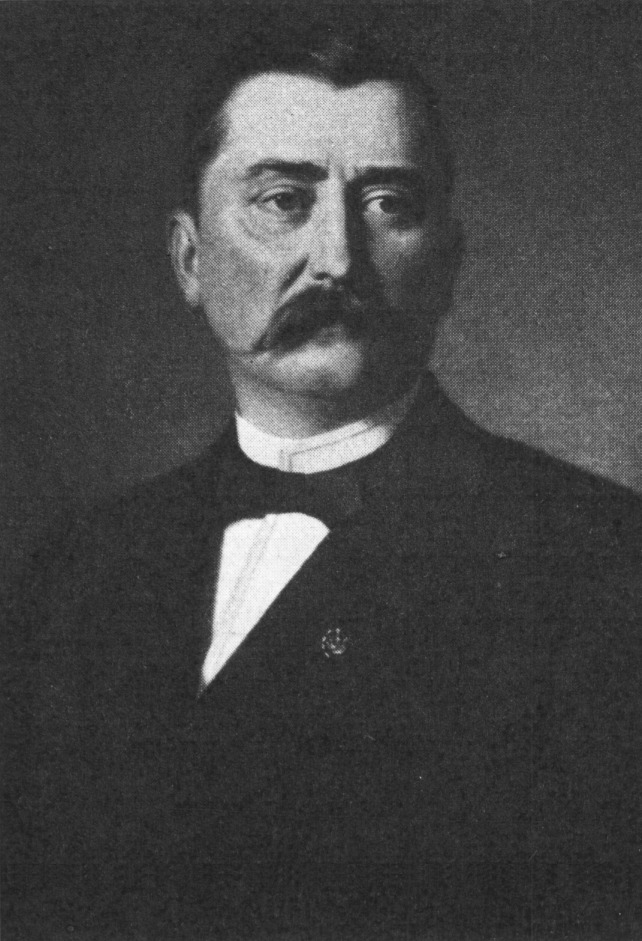
Wilhelm Grempler, Gemälde von Otto Kreyher

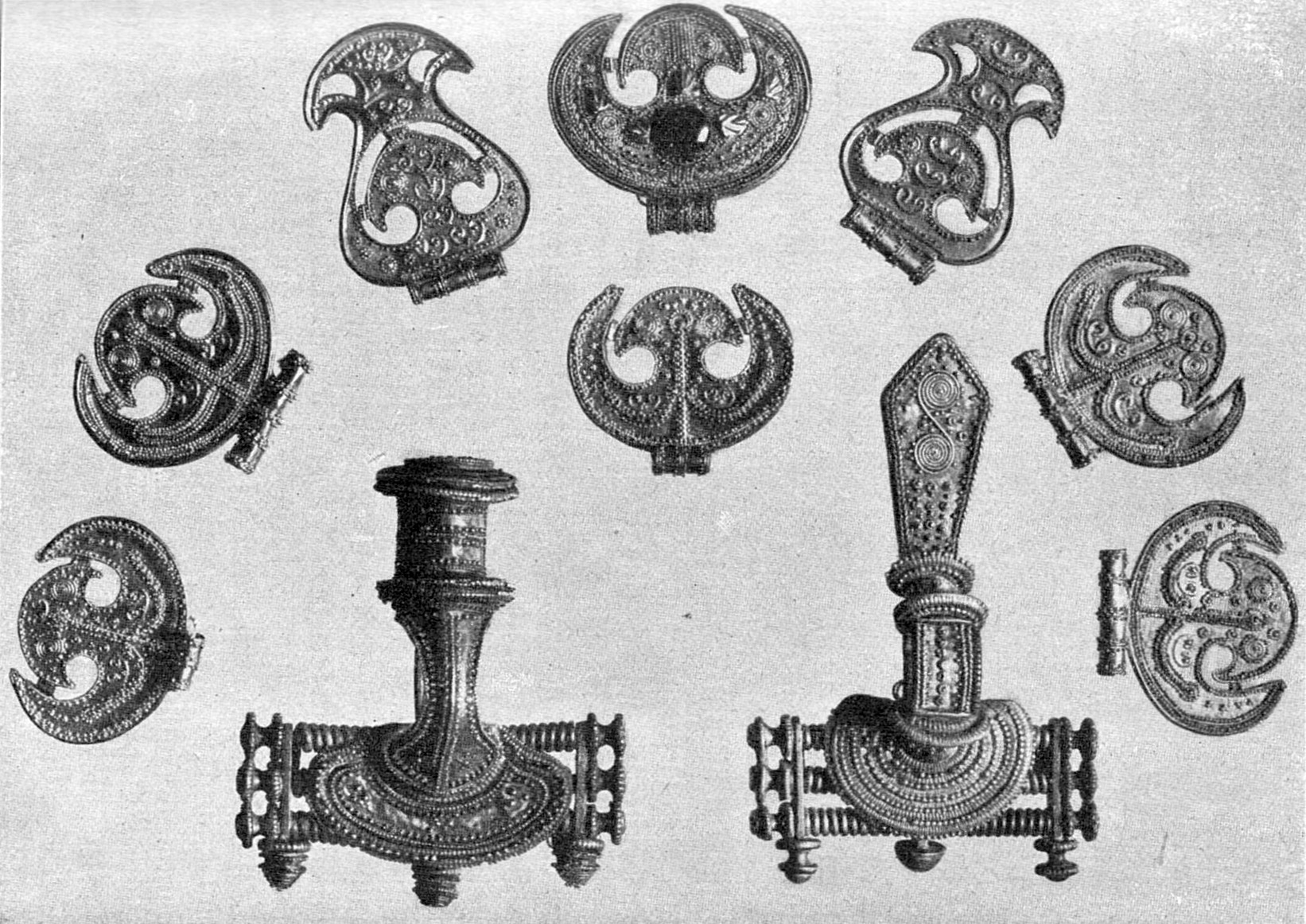
Der Fund von Sackrau

Das Wilhelm-Grempler-Denkmal im Schlesischen Museum für Kunstgewerbe und Altertümer in Breslau

Gartenansicht des Schlesischen Museum für Kunstgewerbe und Altertümer

Wilhelm Albert Hugo Heinrich Grempler (* 26. Januar 1826 in Opatow, Kreis Kempen in Posen; † 8. Januar 1907 in Breslau) war ein deutscher Prähistoriker.

## Leben
Wilhelm Grempler wurde als Sohn von Heinrich Wilhelm Grempler und Augusta Wilhelmina Emilie Krause geboren, begann sein Medizinstudium an der Ernst-Moritz-Arndt-Universität Greifswald, wo er sich 1849 dem Corps Borussia Greifswald anschloss. Das Examen machte er an der Schlesischen Friedrich-Wilhelms-Universität Breslau, wo er sich nach der Promotion zum Dr. med. 1853 als praktischer Arzt niederließ. Im Deutschen Krieg richtete er dort ein Lazarett ein. Auch im Deutsch-Französischen Krieg stand er einem Kriegslazarett in Neunkirchen vor. Er begann sich mit der Urgeschichtsforschung zu beschäftigen, war 1884 bis 1907 Vorsitzender des Vereins für das Museum schlesischer Alterthümer (1906 in Schlesischer Altertumsverein umbenannt) und machte 1886/87 den „Fund von Sackrau“ (bei Breslau). 1889 gab er seine ärztliche Praxis schließlich auf und widmete sich ganz seinen Studien. Er führte jährlich große Studienreisen durch und bereicherte die vorgeschichtlichen Sammlungen in Berlin und Breslau. Für die Förderung des auf seine Initiative entstandenen Schlesischen Museums für Kunstgewerbe und Altertümer in Breslau hinterließ er der Stadt sein bedeutendes Vermögen von 300.000 Mark. Das Kapital der daraus entstandenen Wilhelm-Grempler-Stiftung fiel der Deutschen Inflation 1914 bis 1923 zum Opfer.
1899 erhielt er anlässlich der Eröffnung des Schlesischen Museums für Kunstgewerbe und Altertümer die philosophische Ehrendoktorwürde der Universität Breslau. Zum Goldenen Doktorjubiläum wurde er 1902 mit dem Professorentitel ausgezeichnet. Außerdem erhielt er den Charakter eines Geheimen Sanitätsrats. Er war Mitglied der Berliner Gesellschaft für Anthropologie, Ethnologie und Urgeschichte, Aufsichtsratsvorsitzender des Breslauer Zoologischen Gartens, Ehrenpräsident des Vereins für das Museum schlesischer Altertümer (seit 1902) sowie Ehrenmitglied der Schlesischen Gesellschaft für vaterländische Kultur, der Wiener Anthropologischen Gesellschaft und der Niederlausitzer Gesellschaft für Anthropologie und Altertumskunde (seit 1894). Zu seinem 70. Geburtstag entwarf der Bildhauer Ernst Seger eine Medaille mit Gremplers Brustbild.

## Schriften
Grempler gab ab 1887 die Zeitschrift Schlesiens Vorzeit in Bild und Schrift (ISSN 0259-7861) heraus und veröffentlichte dort seine Aufsätze. Außerdem publizierte er:
- als Guilelmus Grempler: De maniae exemplo, anomala pubertatis evolutione insigni. Lucas, Breslau 1852, (Breslau, Universität, Dissertation, vom 27. Oktober 1852).
- Der Fund von Sackrau. 3 Teile (in 2 Bänden). Lunitz u. a., Brandenburg a. d. H. u. a. 1887–1888.